# Quartiere Pirelli
Il quartiere Pirelli è un complesso residenziale della città di Cinisello Balsamo, costruito nell'ambito del programma INA-Casa e destinato ai lavoratori della fabbrica milanese Pirelli di viale Sarca.

## Storia
Il quartiere Pirelli venne costruito dal 1958 al 1960 su progetto di Vico Magistretti, Eugenio Gentili Tedeschi, Nicola Righini ed Egidio Dell'Orto.

## Caratteristiche
Il complesso occupa un'area di 26300 m² alla periferia ovest della città, nel quartiere Campo dei Fiori, quasi al confine con Cusano Milanino.
Esso si compone di 3 torri di 9 piani e di 4 stecche di 3 piani, con pianta in forma di «C» o di «L», che delimitano delle aree verdi attrezzate con spazi per il gioco dei bammbini e l'attività fisica.
Gli edifici hanno struttura portante in calcestruzzo armato e sono in parte realizzati con tecniche di prefabbricazione.
Complessivamente il complesso conta 290 appartamenti, con grandezza variabile da 3 a 9 vani, e con una superficie complessiva di 6000 m².

### Fonti
- Fulvio Irace e Vanni Pasca, Vico Magistretti. Architetto e designer, Milano, Electa, 1999,  pp. 52-53, ISBN 88-435-5986-9.

### Testi di approfondimento
- Carlo De Carli, Quartiere Pirelli a Cinisello Balsamo, in L'architettura. Cronache e storia, n. 83, 1962,  pp. 294-299, ISSN 0003-8830 (WC · ACNP).